# Polyptychoides digitatus
Polyptychoides digitatus är en fjärilsart som beskrevs av Karsch 1891. Polyptychoides digitatus ingår i släktet Polyptychoides och familjen svärmare. Inga underarter finns listade i Catalogue of Life.